# هييو كازاوا
هييو كازاوا (باليابانية: 賀澤 陽友) (مواليد 18 أبريل 2001) هو لاعب كرة قدم ياباني.

## وصلات خارجية
- هييو كازاوا على موقع رابطة كرة القدم اليابانية للمحترفين (اليابانية)
- هييو كازاوا على موقع Soccerway.com (الإنجليزية)
- هييو كازاوا على موقع عالم كرة القدم.نت (الإنجليزية)